# Keeth Smart
Pour les articles homonymes, voir Smart (homonymie).
Keeth T. Smart, né le 29 juillet 1978 à New York, est un escrimeur américain pratiquant le sabre. Il a remporté la médaille d’argent au sabre avec l’équipe américaine lors des Jeux olympiques d’été de 2008. 
Lors des mêmes jeux, il s’est classé à la sixième place de l’épreuve individuelle.
Smart a remporté deux tournois de Coupe du monde.
Keeth Smart est le frère de l'escrimeuse Erinn Smart.

## Palmarès
- Jeux olympiques :
  -  Médaille d’argent au sabre par équipe aux Jeux olympiques de 2008 à Pékin.
- Championnats panaméricains
  -  Champion des Amériques au sabre en 2007
  -  Champion des Amériques au sabre en 2008
- Coupe du monde d'escrime
  - Deux victoires en tournoi de coupe du monde à Londres et à Madrid en 2003.